# رود دانيال
رود دانيال (بالإنجليزية: Rod Daniel)‏ هو مخرج أمريكي، ولد في 4 أغسطس 1942 في ناشفيل في الولايات المتحدة، وتوفي في 16 أبريل 2016 في شيكاغو في الولايات المتحدة بسبب مرض باركنسون.

## وصلات خارجية
- رود دانيال على موقع IMDb (الإنجليزية)
- رود دانيال على موقع ألو سيني (الفرنسية)
- رود دانيال على موقع قاعدة بيانات الأفلام السويدية (السويدية)
- رود دانيال على موقع قاعدة بيانات الفيلم (الإنجليزية)
- رود دانيال على موقع كينوبويسك (الروسية)